# Parti action nationale
Pour les articles homonymes, voir PAN et Action nationale.
Ne doit pas être confondu avec Parti d'action nationaliste.
Le Parti action nationale ou PAN (en espagnol : Partido Acción Nacional) est l’un des plus grands partis politiques du Mexique. C’est un parti conservateur. Il a le contrôle de 10 des 32 États et compte 78 députés sur 500 à la Chambre des députés. Il est membre de l’Internationale démocrate centriste (IDC), ancienne Internationale démocrate-chrétienne. 
Créé en 1939, le parti est resté dans l’opposition pendant environ 60 ans, en raison de l’hégémonie du Parti révolutionnaire institutionnel (PRI), avant de gouverner le Mexique de 2000 à 2012 avec les présidents Vicente Fox et Felipe Calderón, puis de retourner dans l'opposition.

## Histoire
En février 1939, s’est réuni un comité organisateur dirigé par Manuel Gómez Morín qui avec des personnalités comme Efraín González Luna, Miguel Estrada Iturbe, Luis Calderón Vega, Rafael Preciado Hernández, Juan Landerreche Obregón, Gustavo Molina Font, Manuel Herrera y Lasso, et Aquiles Elorduy définirent les modalités d’un nouveau parti politique. Le Parti d’action nationale (PAN) fut fondé en septembre 1939 par Manuel Gómez Morín. La devise du PAN « Pour une patrie ordonnée et généreuse, et une vie meilleure et plus digne pour tous » fut adoptée.
Le PAN rassemble à l'origine l’élite socioéconomique mexicaine opposée aux réformes du président Lázaro Cárdenas. Il contestait en particulier son plan d’éducation laïque et gratuite, la nationalisation du pétrole et la réforme agraire. Le parti, qui comprenait alors des personnalités favorables au fascisme, milite en faveur de la neutralité du Mexique pendant la Seconde Guerre mondiale.
A l'issue des élections de 2000, le Parti action nationale porte à la présidence son candidat, l’ancien dirigeant de Coca-Cola Vicente Fox, détrônant pour la première fois le PRI. Le nouveau pouvoir, qui avait promis pendant la campagne d'ouvrir les archives de l’État sur certains faits criminels imputés au PRI, pactise finalement avec ce dernier. Le PRI négocie son soutien à certaines réformes en échange de l'impunité. Le PAN conserve le pouvoir en 2006 avec l'élection de Felipe Calderón.
Le parti présente la candidature de Ricardo Anaya Cortés pour l'élection présidentielle de 2018 mais celui-ci, impliqué dans des affaires de détournement de fonds, ne parvient pas à rassembler le parti autour de lui. En particulier, il ne convainc pas les proches de l’ancien président Felipe Calderón, dont l’épouse, Margarita Ester Zavala Gómez del Campo, s’est présentée en tant qu’indépendante, avant de renoncer.

## Idéologie
Le parti est d'inspiration catholique et libérale et est lié au patronat. Il est affilié à l'Organisation démocrate-chrétienne d'Amérique.
Il se situe à droite sur les questions économiques, défendant le libre marché, la réduction du rôle de l’État, les privatisations et les traités de libre-échange. 
Conservateur, il s'engage contre la légalisation de l'avortement et la reconnaissance du mariage homosexuel.

## Présidents du PAN
- Manuel Gómez Morín 1939-1949
- Juan Gutiérrez Lascuráin 1949-1956
- Alfonso Ituarte Servín 1956-1958
- José González Torres 1958-1962
- Adolfo Christlieb Ibarrola 1962-1968
- Ignacio Limón Maurer 1968-1969
- Manuel González Hinojosa 1969-1972
- José Ángel Conchelo Dávila 1972-1975
- Efraín González Morfín 1975
- Raúl González Schmall 1975 (intérim)
- Manuel González Hinojosa 1975-1978
- Avel Vicencio Tovar 1978-1984
- Pablo Emilio Madero 1984-1987
- Luis H. Álvarez 1987-1993
- Carlos Castillo Peraza 1993-1996
- Felipe Calderón 1996-1999
- Luis Felipe Bravo Mena 1999-2005
- Manuel Espino Barrientos 2005-2007
- Germán Martínez Cázares 2007-2009
- César Nava Vázquez 2009-2010
- Gustavo Madero Muñoz 2010-2014
- Cecilia Romero Castillo 2014
- Ricardo Anaya Cortés 2014–2015
- Gustavo Madero Muñoz 2015
- Ricardo Anaya Cortés 2015–2017
- Damián Zepeda Vidales 2017-2018
- Marcelo Torres Cofiño 2018
- Marko Cortés Mendoza 2018–en cours

## Résultats électoraux

### Élections présidentielles
| Année | Candidat                    | Voix            | %               | Rang            |
| ----- | --------------------------- | --------------- | --------------- | --------------- |
| 1952  | Efraín González Luna (es)   | 285 555         | 7,8             | 3e              |
| 1958  | Luis H. Álvarez (en)        | 705 303         | 9,4             | 2e              |
| 1964  | José González Torres (es)   | 1 034 337       | 11,0            | 2e              |
| 1970  | Efraín González Morfín (es) | 1 945 070       | 14,0            | 2e              |
| 1976  | pas de candidat             | pas de candidat | pas de candidat | pas de candidat |
| 1982  | Pablo Emilio Madero (en)    | 3 700 045       | 16,4            | 2e              |
| 1988  | Manuel Clouthier (es)       | 3 208 584       | 16,8            | 3e              |
| 1994  | Diego Fernández de Cevallos | 9 146 841       | 25,9            | 2e              |
| 2000  | Vicente Fox                 | 15 989 636      | 42,5            | élu             |
| 2006  | Felipe Calderón             | 15 000 284      | 35,8            | élu             |
| 2012  | Josefina Vázquez Mota       | 12 473 106      | 25,40           | 3e              |
| 2018  | Ricardo Anaya Cortés        | 6 076 052       | 22,68           | 2e              |
| 2024  | Xóchitl Gálvez              | 15 620 726      | 27,91           | 2e              |

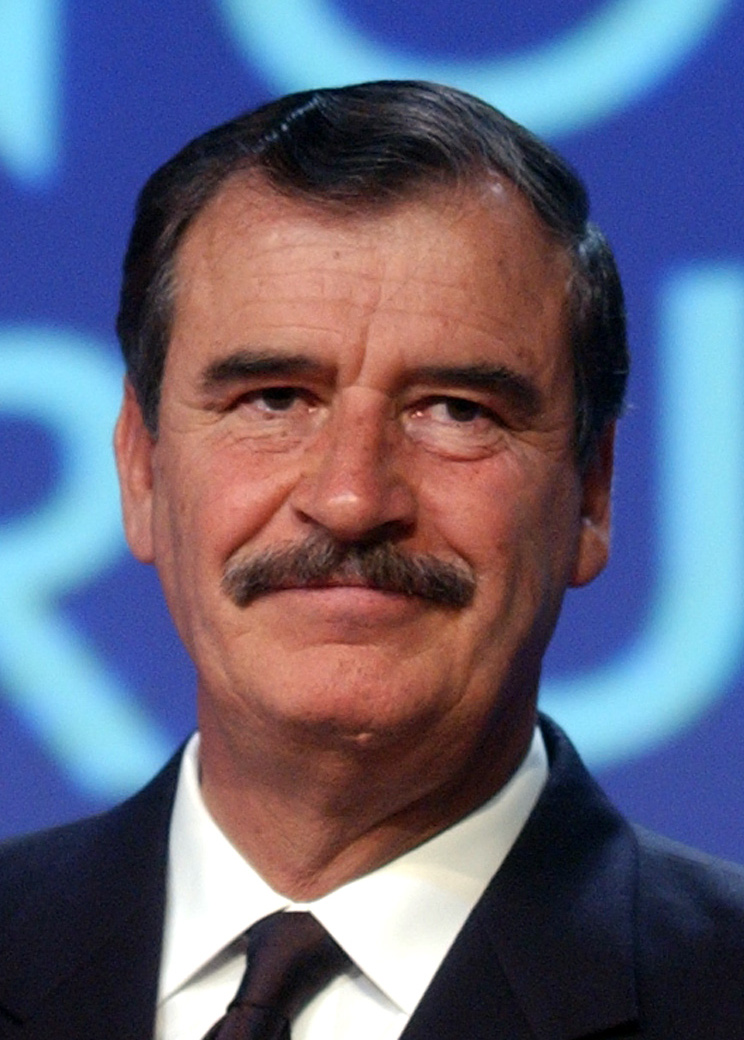
Vicente Fox, président de 2000 à 2006
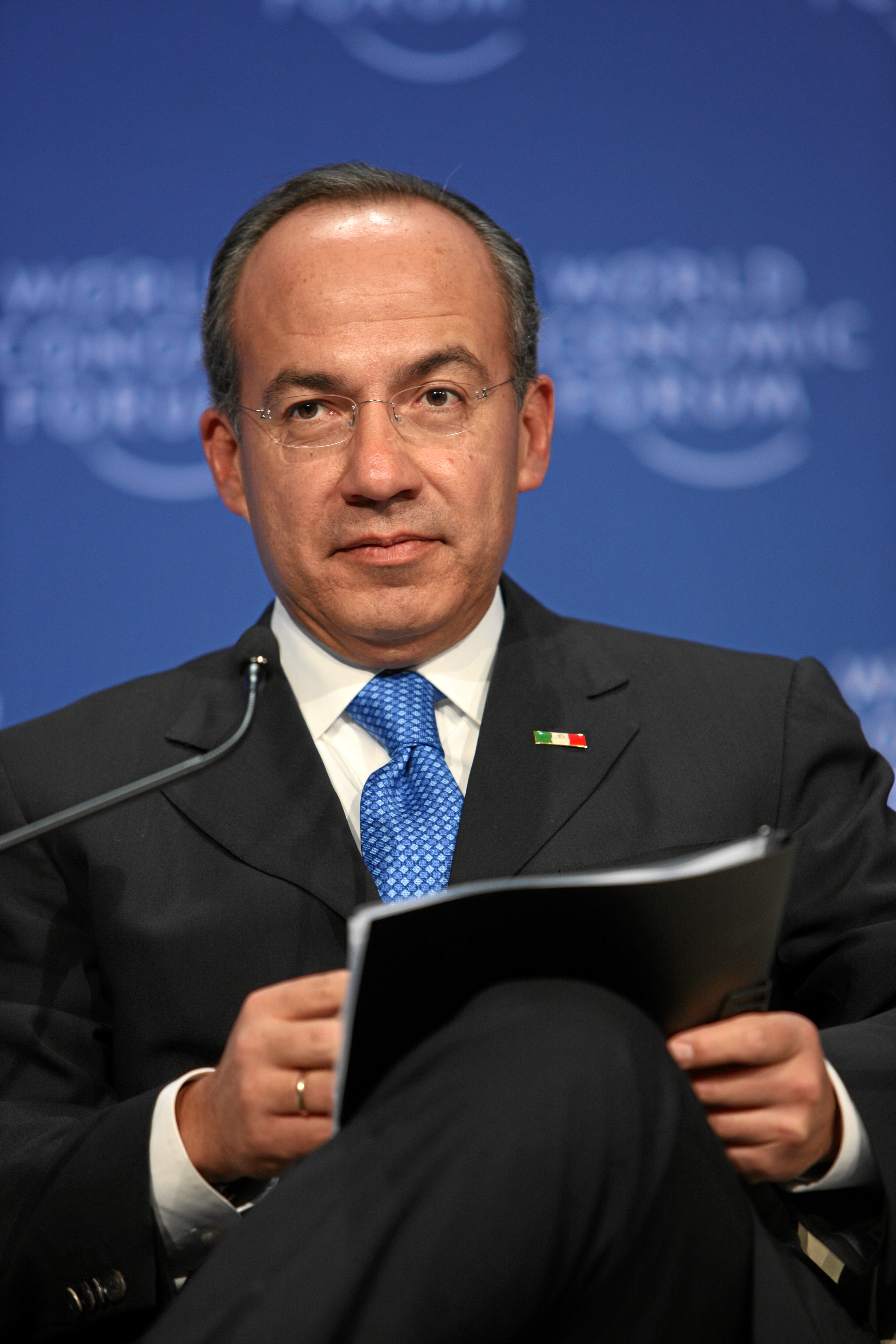
Felipe Calderón, président de 2006 à 2012
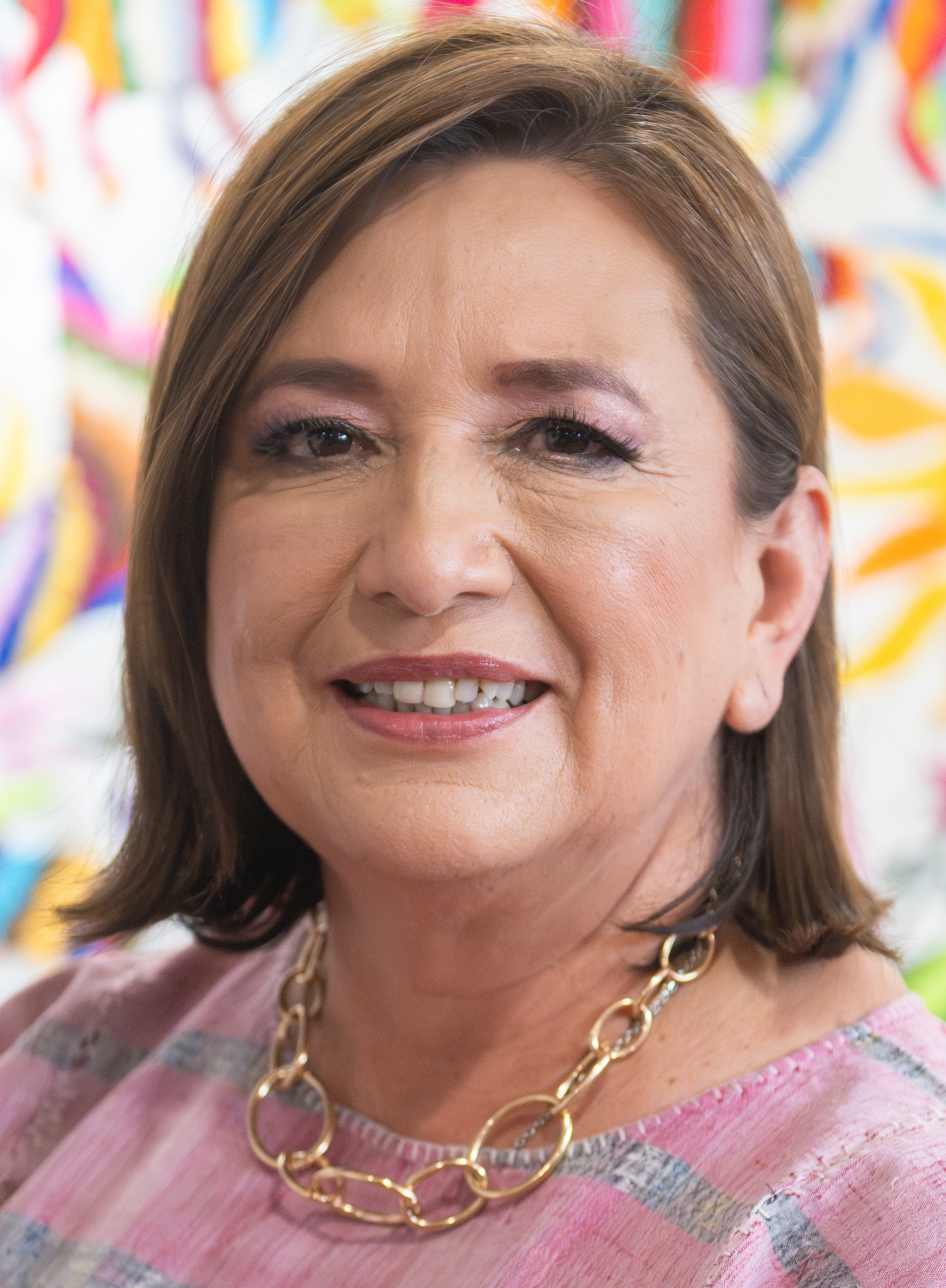
Xóchitl Gálvez,candidate du PAN à l'élection présidentielle de 2024.Créatrice de la coalition "Force et cœur pour le Mexique".

## Gouverneurs d’États mexicains issus du PAN
Les gouverneurs sont élus pour une durée de 6 ans, la réélection n’est pas autorisée par la Constitution mexicaine. En septembre 2010, le PAN contrôle 7 des 32 États mexicains.
- José Guadalupe Osuna Millán, Baja California
- Miguel Marquez Marquez, Guanajuato
- Guillermo Padrés Elías, Sonora